# ChievoVerona Women FM
Il ChievoVerona Women FM, noto anche col nome sponsorizzato di Harley&Dikkinson Chievo Women, è una società di calcio femminile con sede a San Zeno di Mozzecane, frazione del comune di Mozzecane, in provincia di Verona.
È iscritta al campionato di Serie B, secondo livello del campionato italiano. Dal 2019 al 2021 ha rappresentato la sezione femminile dell'Associazione Calcio ChievoVerona; nel 2021, a seguito del fallimento del Chievo maschile di proprietà di Luca Campedelli, è ritornata una società indipendente, mantenendo comunque invariati nome e colori sociali.
Con le varie denominazioni che si sono susseguite, inclusa la storica Fortitudo Mozzecane, ha disputato un campionato di Serie A nella sola stagione 2012-2013.

## Storia

### Gli inizi
La Fortitudo trae origine da un'iniziativa del Liceo Medi di Villafranca, che nell'anno scolastico 1996-97 iscrisse una squadra al torneo di calcio femminile dei campionati studenteschi. In poco tempo venne assemblata una squadra competitiva che giunse alla finale provinciale, a cui assistettero gli spettatori rimasti dopo la gara di calcio maschile tra Verona e Piacenza allo stadio Marcantonio Bentegodi. Il “Medi” vinse sul liceo “Fracastoro” di Verona e approdò alla fase regionale, che superò senza problemi. Alla fase interregionale arrivò la prima sconfitta e quindi l'eliminazione.
L'anno successivo Rosetta Rizzini, Giuseppe Boni e Leonello Sandri diedero vita un club indipendente che iniziò l'attività ufficiale in seno alla FIGC, diventando la seconda squadra del Verona Gunther; tale club, infatti, aveva bisogno di una squadra giovanile da schierare nei campionati regionali. La squadra formata da 18 ragazze si classificò al 5º posto in Serie D, ma contemporaneamente il Liceo “Medi” vinceva il titolo nazionale studentesco a Catania e l'accesso alla fase mondiale, nella quale le liceali riuscirono a ottenere il 6º posto.

### Fortitudo Mozzecane
Nel 1998-1999, abbandonata la collaborazione col Verona Gunther, la squadra entra a far parte della Polisportiva Fortitudo Mozzecane, grazie alla disponibilità del presidente Italo Martinelli. Il gruppo dirigente si allargò, il numero di atlete anche e arrivò immediatamente la promozione in Serie C. Nel frattempo il Liceo Medi rivinse il titolo nazionale a Viareggio.
Il campionato 1999-2000 vide la Fortitudo Mozzecane debuttare nella categoria superiore e ottenere un quarto posto finale, mentre per la prima volta in tutto il Veneto una società non costretta dalla Federazione (A o B) iscrisse una seconda squadra al campionato di Serie D (36 tesserate). Nella stagione 2000-2001 la squadra di Serie C diede conferma della costante crescita di livello tecnico e organizzativo giungendo terza, ma rimanendo in odore di promozione fino all'ultima giornata, mentre alla ormai consolidata squadra di Serie D si aggiunse una squadra di pulcine (campionato provinciale contro i maschi).
Nella stagione seguente, le ragazze capitanate da Antonella Bernante e dirette dal tecnico Salvatore Zurzolo, grazie a un cammino esaltante (nessun pareggio, due sole sconfitte e 18 vittorie consecutive) raggiunsero la matematica certezza della promozione in Serie B con 5 turni di anticipo.
La stagione 2002-2003 ha visto la squadra di Mozzecane partecipare al primo campionato nazionale di Serie B. La Fortitudo è diventata la terza forza calcistica provinciale dopo il Foroni e il Bardolino che militano in serie A. La squadra è rimasta in lotta fino alla fine per il terzo posto, si è dovuta accontentare del settimo.
Durante l'estate del 2003 la società ha fatto domanda di ripescaggio e per merito delle ottime credenziali presentate è stata ammessa a partecipare al campionato di Serie A2, da cui è retrocessa. Nuovamente in Serie B, la società ha saputo rinnovarsi rimodellando la squadra che si è classificata al settimo posto, lanciando alcune ragazze del settore giovanile.
La stagione 2005-2006 ha visto la Fortitudo allestire una squadra competitiva sulla carta, ma sul campo la società ha rischiato la retrocessione, evitata solo grazie allo spareggio salvezza vinto in quel di Porto Mantovano contro Il Cervo di Collecchio. La stagione successiva ha raggiunto la salvezza con largo anticipo.
Dopo alcuni anni di anonimato passati a coltivare il settore giovanile, la Fortitudo è arrivata al successo nella stagione sportiva 2007-2008 con vittoria del campionato e promozione in Serie A2, classificandosi nei primi 8 posti del ranking italiano con la squadra Primavera ottenendo anche il primo posto nel campionato Veneto con la squadra Under-14.
Alla prima esperienza nel 2º livello del calcio femminile italiano la Fortitudo 2008-2009 si salva con largo anticipo facendo leva sulle ottime capacità delle tante ragazzine provenienti dal settore giovanile e sul nucleo storico basato su ragazze del circondario, ma a completare un anno ancora da incorniciare arriva nuovamente la vittoria nel torneo Regionale Under-14 che vede anche la seconda squadra arrivare in semifinale e vincere la Coppa Disciplina veneta.
Nella stagione 2009-2010, nonostante l'allestimento di una squadra sulla carta competitiva, si rischia grosso e solo nel finale grazie all'aiuto delle ragazzine della Primavera si riesce a superare la diretta avversaria del Trento e assicurarsi la salvezza con 1 turno d'anticipo. La squadra Primavera vince per la prima volta il girone Veneto (e Coppa Disciplina) ma alle finali Nazionali non può esprimere tutto il potenziale a causa delle calciatrici passate in prima squadra e infine le Under-14 sfiorano la 3ª vittoria consecutiva al torneo regionale perdendo solo la finalissima.
Il 2011 diventa l'anno di maggior rilievo nella storia della Fortitudo: la prima squadra riesce anche a salire al primo posto in classifica e fino alla terzultima giornata è stata in lotta per raggiungere il massimo traguardo. Il 4º posto finale è il massimo storico mai raggiunto con la squadra prima anche nella classifica delle reti fatte. La Primavera entra ancora nei primi otto posti d'Italia e viene eliminata dal Torino, poi campionale d'Italia. Finalmente in ripresa il settore Under-14 dopo qualche anno di crisi.
La Fortitudo continua a stupire e salire. Dopo un appassionante duello con la Fiammamonza vince il campionato all'ultima giornata e acquisisce il diritto a partecipare al massimo campionato italiano, proprio in occasione del 15º compleanno. La squadra Primavera vince il proprio girone, diventa campione del Triveneto, ma non supera nemmeno questa volta lo scoglio dei quarti. Il settore giovanile (3 squadre) mostra segnali di ripresa.
La prima stagione in Serie A non è fortunata e la squadra retrocede in Serie A2 classificandosi al penultimo posto, con alcune problematiche a condizionare la stagione: quattro mesi senza poter fare gli allenamenti in condizioni accettabili per via del campo, 5-6 tesserate che abbandonano la squadra al cambio di allenatore più tutta una serie di episodi negativi.

### ChievoVerona FM
Nel luglio 2019 il club annuncia una collaborazione con l'Associazione Calcio ChievoVerona, che aveva da poco interrotto la collaborazione con il ChievoVerona Valpo, del quale deteneva la maggioranza. L'accordo di collaborazione prevede che la Fortitudo diventi la sezione femminile con il settore giovanile sotto la direzione del Chievo, mentre la prima squadra resterà sotto la direzione del direttivo del club, partecipando al campionato di Serie B.
A partire dalla stagione 2019-20 nasce la partnership con l'A.C. ChievoVerona. La Fortitudo va dunque definitivamente in pensione e inizia una nuova era per il club inaugurata da un nuovo nome: Chievo Verona Women FM. Il cambio di denominazione coincide anche con l'avvicendamento nel ruolo di presidente fra Giuseppe Boni e Alice Bianchini, che riceve il testimone, dopo quasi 25 anni, dallo storico fondatore del club.
Nel corso della stagione 2021-2022 il Chievo Women decide di contare solo sulle proprie forze e disegna un proprio logo che rafforza ulteriormente la propria immagine e posizione come club di riferimento per il calcio femminile italiano. Similnente, nel corso della stagione 2022-23 il Chievo Women assume la denominazione sponsorizzata H&D Chievo Women dopo avere stretto un accordo commerciale con la società Harley & Dikkinson, che già dall'inizio della stagione ne era diventata lo sponsor principale.
A fine stagione 2024-2025, conclusa con il 6º in Serie B e un'agevole salvezza pur lottando a tratti per i primi posti, il club comunica di aver ceduto il titolo sportivo al sodalizio maschile del Como 1907, che lo sostituirà nel campionato cadetto 2025-2026 con la sua squadra femminile, esprimendo tuttavia la volontà di continuare l'attività sportiva mantenendo una prima squadra focalizzandosi inoltre nello sviluppo del suo settore giovanile.

## Colori e simboli

Logo del club maschile del Chievo, adottato dal club femminile tra il 2019 e il 2021
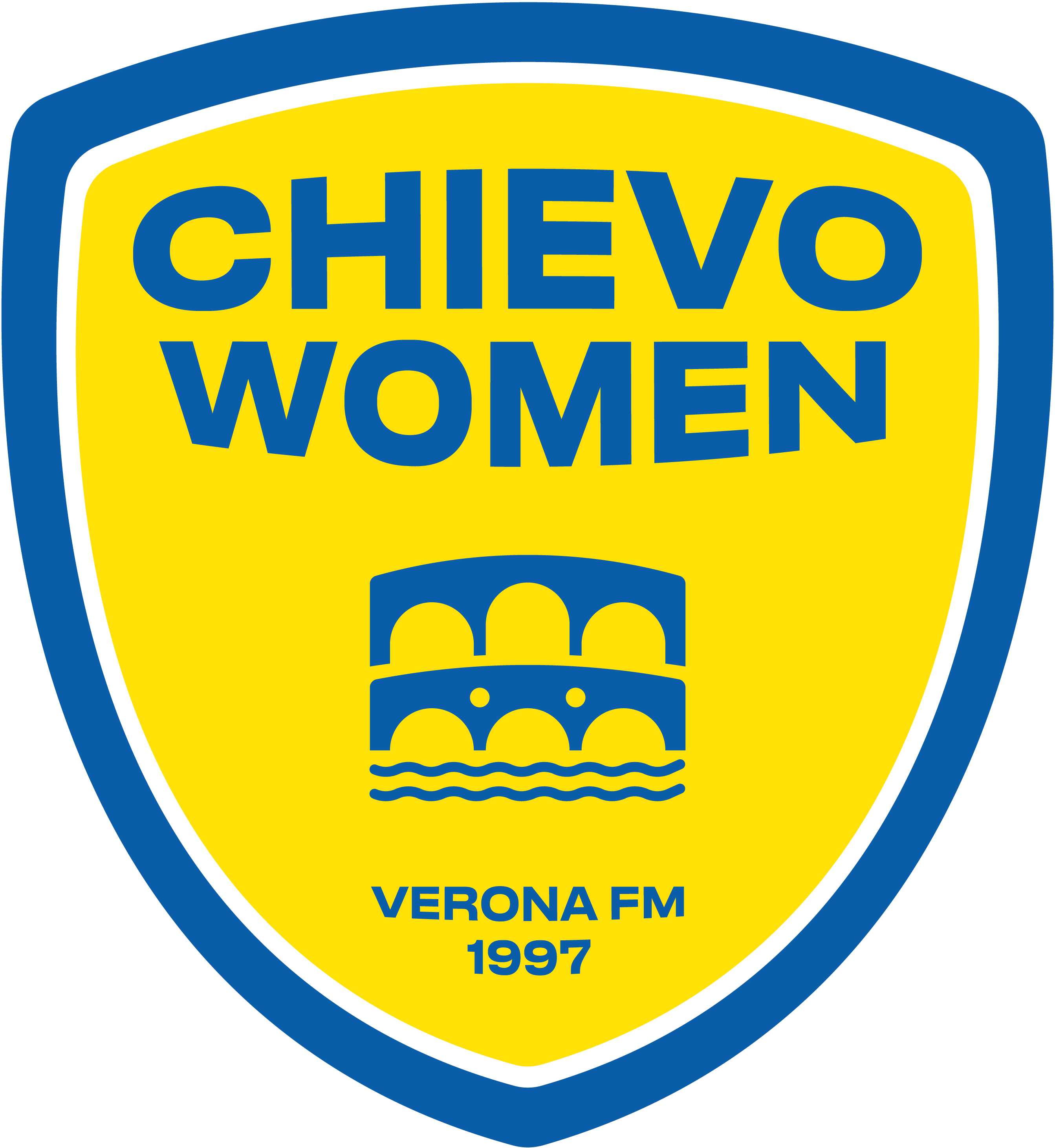
Logo del Chievo Verona Women FM, usato dall'ottobre 2021[4] al dicembre 2022
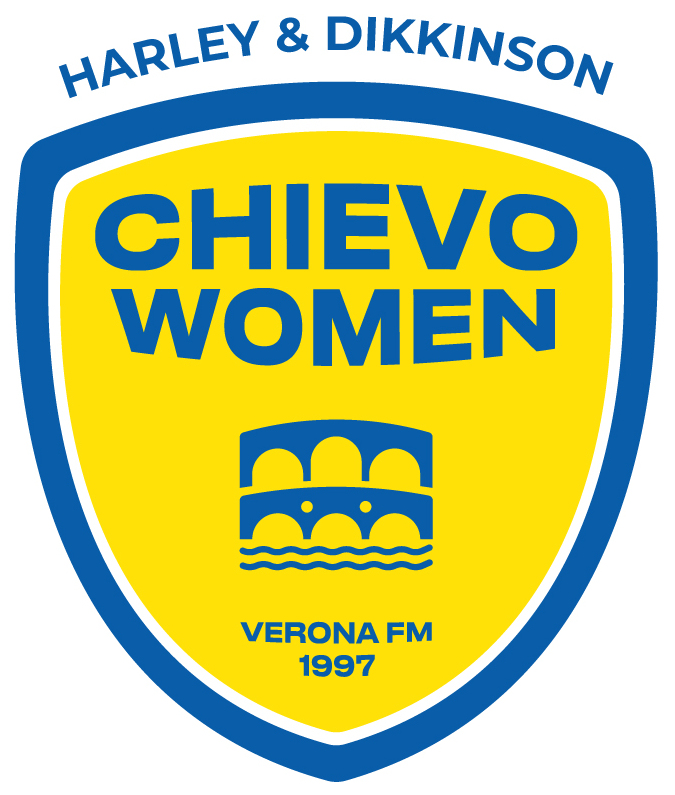
Logo sponsorizzato dell'Harley&Dikkinson Chievo Women, in uso dal dicembre 2022

## Società

### Organigramma societario
Aggiornato al 7 agosto 2020.
- Alice Bianchini - Presidente & CDA
- Bruno Spozio - Direttore generale & CDA
- Massimiliano Rossi - Direttore sportivo & Socio
- Francesco De Giorgio - Segreteria generale & CDA
- Deila Boni - CDA & socia
- Simone Lelli - Direttore tecnico prima squadra & responsabile società affiliate
- Luca Araldi - Responsabile organizzativo
- Loris Lubiato - Responsabile dirigenti & socio
- Mario Marcomini - Socio
- Alberto Facincani - Socio
- Manuela Tabacchini - Responsabile magazzino
- Giuseppe Boni - Presidente onorario

- Giacomo Venturi - Allenatore
- Mauro Perina - Vice Allenatore
- Nicola Venturini - Preparatore dei portieri
- Andrea Callegaro - Preparatore atletico
- Marica Usvardi - Fisioterapista
- Bijan Nicoletti - Team Manager
- Valentina Boni - Dirigente

## Allenatori e presidenti
Dati tratti dai libri citati in bibliografia e pagine stagionali del sito football.it.
| Allenatori - 1997-2001 Giuseppe Boni - 2001-2003 Salvatore Zurzolo - 2003-2004 Franco Ambrosi - 2004-2005 Tiberio Cordioli, poi Alberto Vanoni - 2005-2006 Alberto Vanoni, poi Maurizio Bertazzoni - 2006-2007 Paolo Toaiari, poi Daniele Signori, poi Zeffiro Mari - 2007-2008 Zeffiro Mari, Giuseppe Boni, poi Franco Ferrari - 2008-2009 Franco Ferrari, poi Silvano Marcello - 2009-2010 Silvano Marcello, poi Salvatore Zurzolo - 2010-2012 Antonella Formisano - 2012-2013 Antonella Formisano, poi Walter Bucci - 2013-2014 Valter Padovani - 2014-2015 Valter Padovani, poi Manuel Pignatelli - 2015-2016 Lucio Manganotti - 2016-2017 Fabiana Comin - 2017-2019 Simone Bragantini - 2019-2020 Moreno Dalla Pozza - 2020-2021 Michele Ardito - 2021-2023 Giacomo Venturi - 2023-2025 Fabio Ulderici | Presidenti - 1997-1998 Preto - 1998-2006 Italo Martinelli - 2006-2009 Alessio Pecchini - 2009-2015 Alberto Facincani - 2015-2020 Giuseppe Boni - 2020-oggi Alice Bianchini |

## Palmarès
- Campionato italiano di Serie A2: 1

2011-2012

## Statistiche

### Partecipazione ai campionati
| Livello | Categoria | Partecipazioni | Debutto   | Ultima stagione | Totale |
| ------- | --------- | -------------- | --------- | --------------- | ------ |
| 1º      | Serie A   | 1              | 2012-2013 | 2012-2013       | 1      |
| 2º      | Serie B   | 12             | 2013-2014 | 2024-2025       | 17     |
| 2º      | Serie A2  | 5              | 2003-2004 | 2011-2012       | 17     |
| 3º      | Serie B   | 5              | 2002-2003 | 2007-2008       | 5      |

## Organico

### Rosa 2022-2023
Ruoli e numeri di maglia tratti dal sito ufficiale.
| N. |                   | Ruolo | Calciatrice         |
| -- | ----------------- | ----- | ------------------- |
| 1  | Italia (bandiera) | P     | Giorgia Bettineschi |
| 2  | Italia (bandiera) | D     | Sara Ventura        |
| 3  | Italia (bandiera) | D     | Paola Boglioni      |
| 4  | Italia (bandiera) | D     | Chiara Mele         |
| 5  | Italia (bandiera) | D     | Greta Oberhuber     |
| 7  | Italia (bandiera) | C     | Martina Scuratti    |
| 9  | Italia (bandiera) | A     | Claudia Ferrato     |
| 15 | Italia (bandiera) | D     | Camilla Ronca       |
| 16 | Italia (bandiera) | D     | Valentina Puglisi   |
| 17 | Italia (bandiera) | A     | Sonia Kjem          |
| 18 | Italia (bandiera) | D     | Fabiana Alborghetti |
| 19 | Italia (bandiera) | A     | Flavia Fancellu     |

| N. |                   | Ruolo | Calciatrice           |
| -- | ----------------- | ----- | --------------------- |
| 20 | Malta (bandiera)  | A     | Kailey Willis         |
| 21 | Italia (bandiera) | C     | Daiana Mascanzoni     |
| 22 | Italia (bandiera) | D     | Alessandra Massa      |
| 23 | Italia (bandiera) | D     | Francesca Salaorni    |
| 24 | Italia (bandiera) | D     | Heden Corrado         |
| 25 | Italia (bandiera) | C     | Sara Tardini          |
| 27 | Italia (bandiera) | D     | Stefania Zanoletti    |
| 28 | Italia (bandiera) | D     | Zoe Caneo             |
| 29 | Italia (bandiera) | A     | Stefania Dallagiacoma |
| 39 | Italia (bandiera) | P     | Linda Fenzi           |
| 99 | Italia (bandiera) | P     | Asia Sargenti         |